# Altera

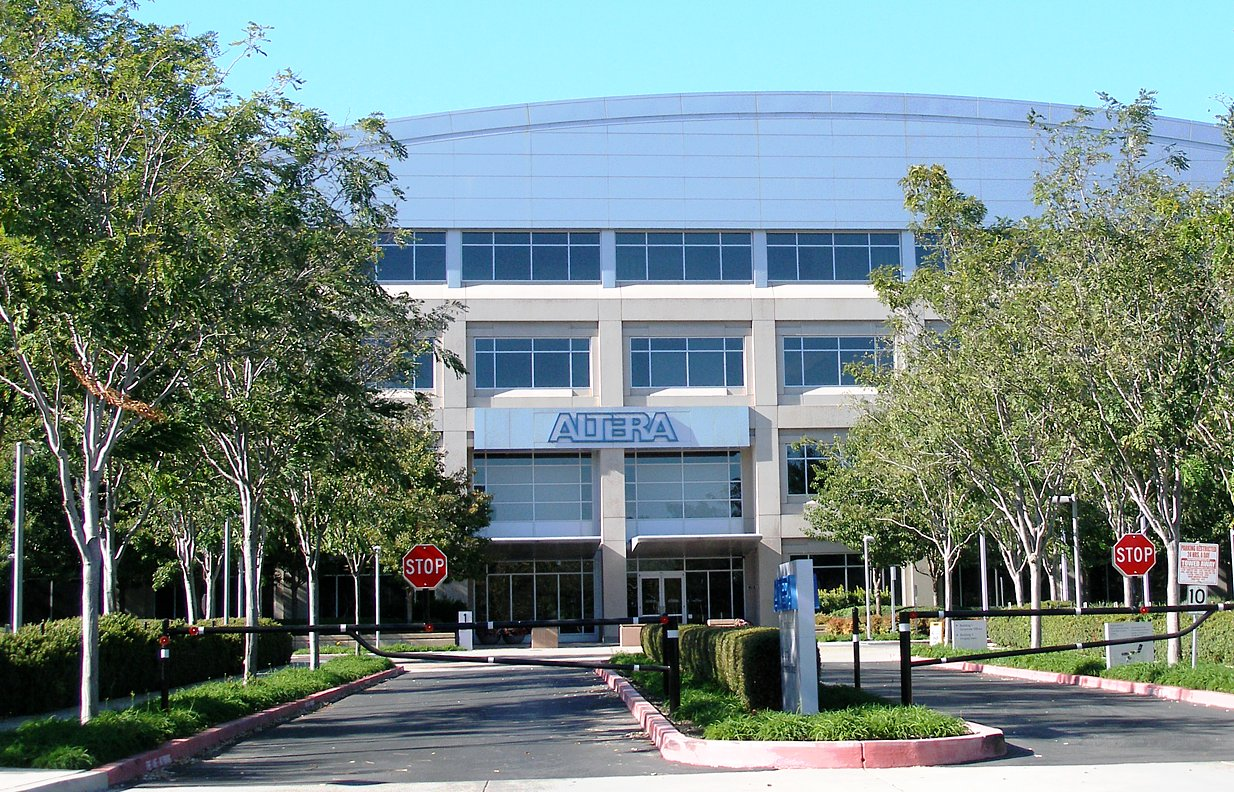
Altera-Firmenzentrale

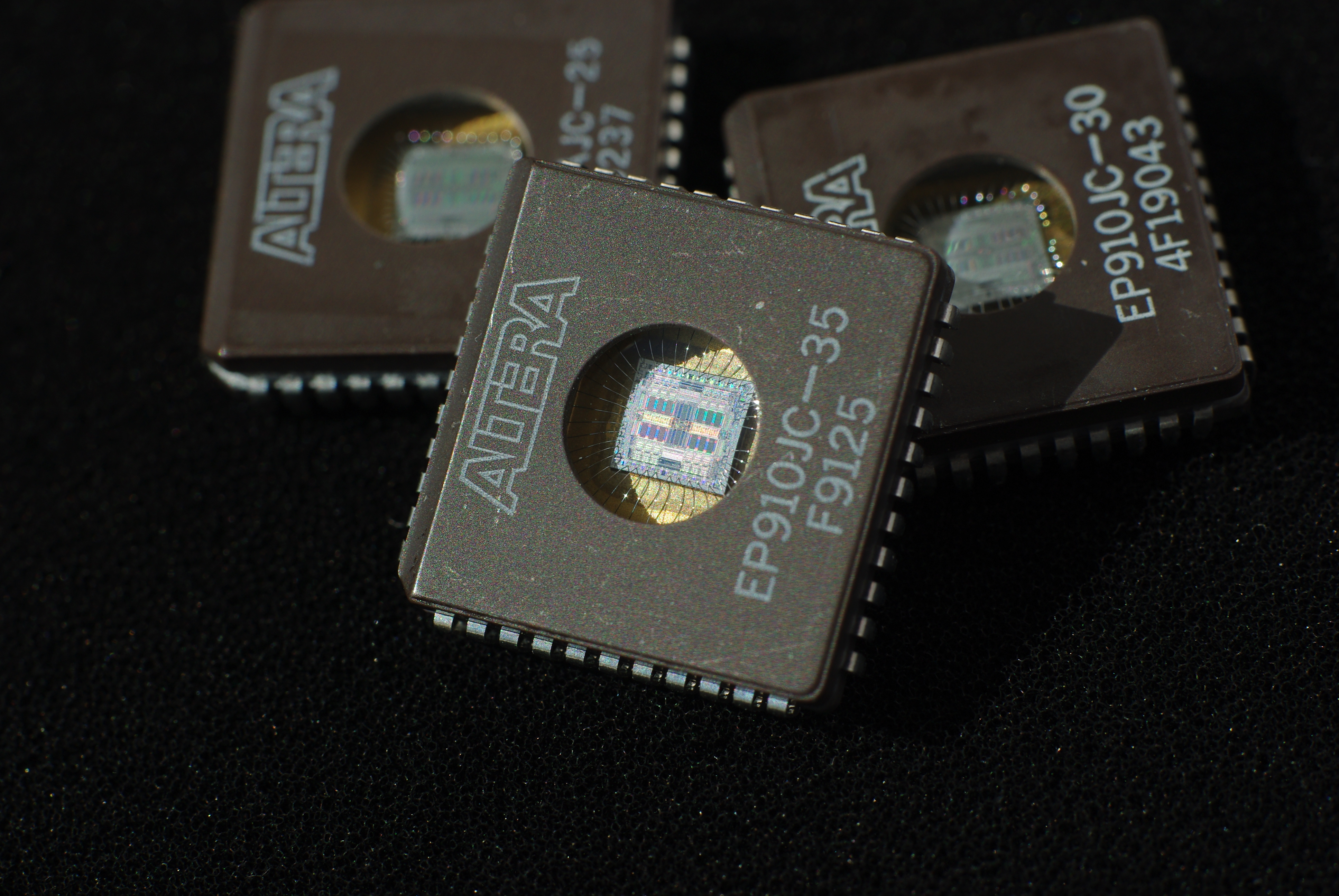
1992: EPLD EP910

Die Altera Corporation ist ein US-amerikanischer Hersteller von ASICs sowie programmierbaren integrierten Schaltungen (PLDs und FPGAs) und wurde 1983 gegründet. Ende 2015 wurde Altera von Intel übernommen, bevor es 2024 erneut unabhängig wurde und sich auf die Entwicklung der Field-Programmable Gate Array (FPGA)-Technologie und System-on-a-Chip-FPGAs konzentrierte.
Altera ist über viele Jahre der Hauptkonkurrent der Firma Xilinx und hat vor allem wegen preisgünstigerer Bausteine und der zur Programmierung verwendeten Software großen Erfolg.

## Geschichte

### 1983 bis 2015
Als Fabless-Unternehmen konzentrierte sich Altera in erster Linie auf die Entwicklung von Schaltungen und Intellectual Property (IP) auf der Basis von Hardwarebeschreibungssprachen wie VHDL oder Verilog. Im Bereich der Fertigung arbeitete man mit unterschiedlichen Chip-Herstellern zusammen. Hauptkooperationspartner war Intel.
Das Unternehmen war im Aktienindex S&P 500 gelistet.

### 2015 bis 2024
Am 1. Juni 2015 gab Intel bekannt, Altera für 16,7 Milliarden Dollar übernehmen zu wollen. Die Übernahme wurde am 29. Dezember 2015 abgeschlossen.

### Ab 2024
Altera wurde wieder ein eigenständiges Unternehmen mit dem Mutterkonzern Intel.
Die neue Produktfamilie Agilex wird in Intel-eigenen Fabriken produziert.
Im April 2025 gab Intel den Verkauf von 51 % der Altera-Unternehmensanteile an Silver Lake Management für 8,75 Milliarden US-Dollar bekannt. Raghib Hussain, einst Leiter der Produkt- und Technologie-Entwicklung bei Marvell, trat am 5. Mai 2025 die Nachfolge von Sandra Rivera als CEO von Altera an.

## Produkte

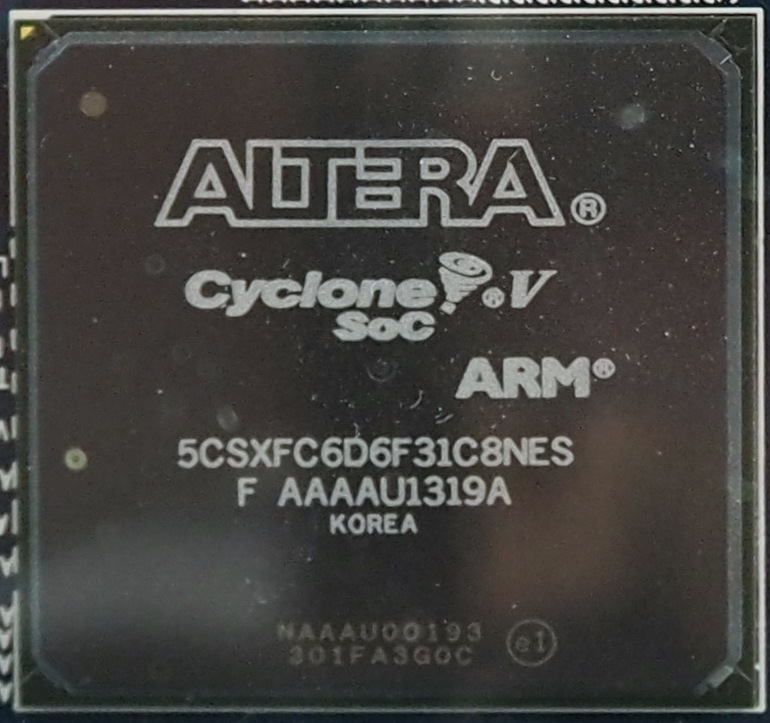
Ab 2012: Altera Cyclone V SoC

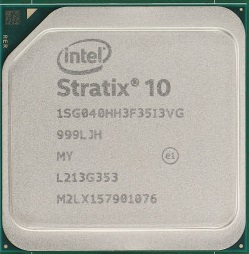
Ab 2013: Stratix 10 SX SoC

Die wichtigsten Produkte sind die programmierbaren Bausteine der Serien Agilex, Stratix, Cyclone, Arria und MAX10. Hierbei handelt es sich um FPGAs, in die mit Hilfe der hauseigenen EDA-Software-Pakete Quartus, MAX-Plus, SOPC-Builder und DSP-Builder komplexe Schaltwerkstrukturen sowie ganze Prozessorsysteme (Nios II Embedded Processor) als sogenannte SoCs einprogrammiert werden können.
Die FPGAs von Altera verfügen über interne in Hardware realisierte Mikroprozessoren. So sind im Cyclone V SoC, Arria SoC, Stratix SoC und Agilex SoC ARM-Mehrkernprozessoren integriert.
Für einfachere Anwendungen sind die MAX10-CPLDs verfügbar.
Für ASIC-Anwendungen stehen die sogenannten HardCopy-ASICs zur Verfügung, eine Altera-spezifische Methode, die aus der Designbeschreibung erzeugte Schaltungsstruktur der FPGAs direkt in eine Beschreibung zur Herstellung eines ASICs zu überführen.

## Marktsituation
Hauptkonkurrent ist Xilinx. Weitere wichtige Mitbewerber sind unter anderem Lattice und Microchip Technology.

## Galerie von Modulen mit Altera FPGA und SoC

Agilex 5 E SoC, Stratix 10 SoC und Cyclone 10 Module
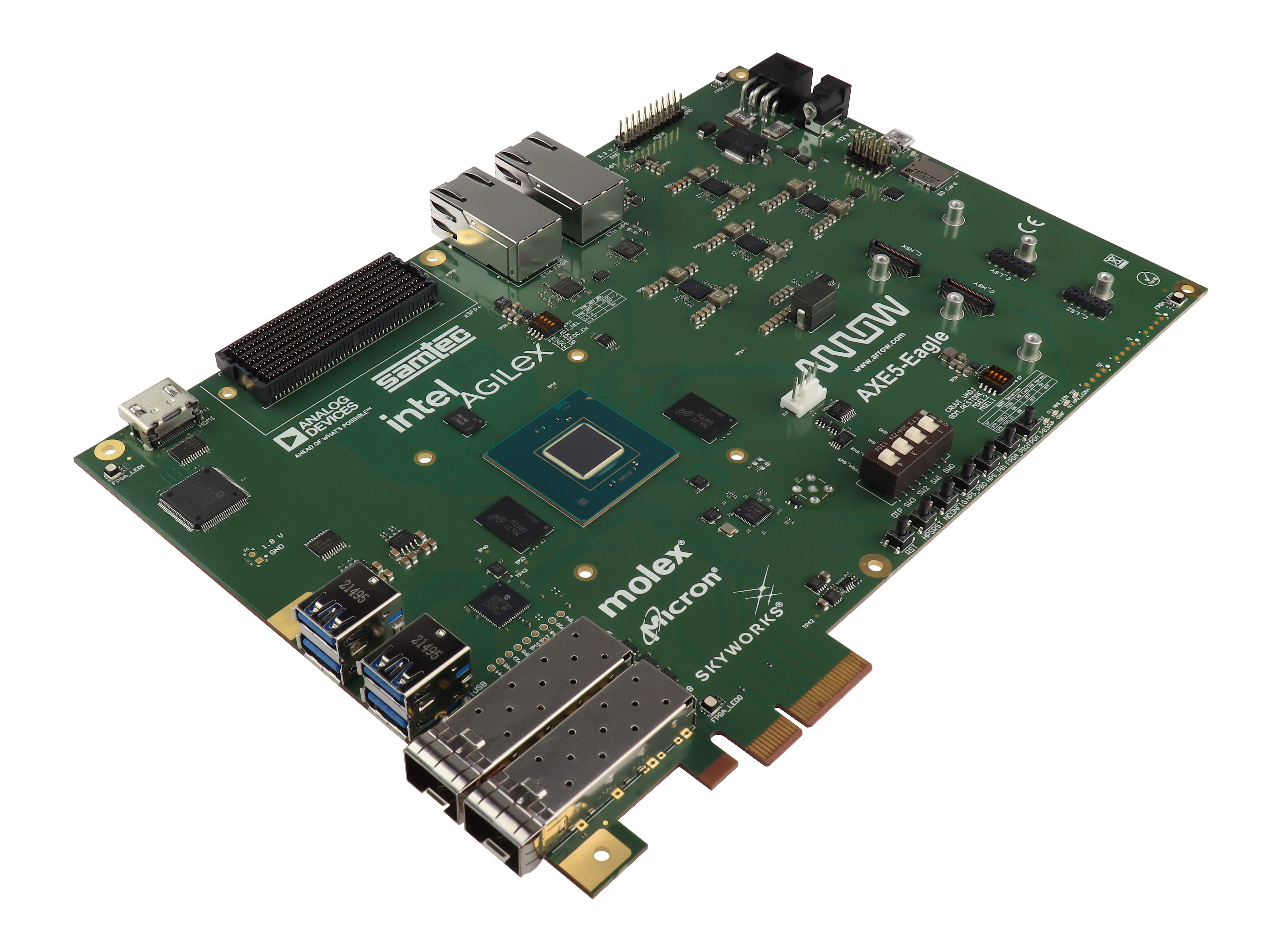
AXE5-EAGLE Entwicklungskit mit Altera Agilex 5 E SoC
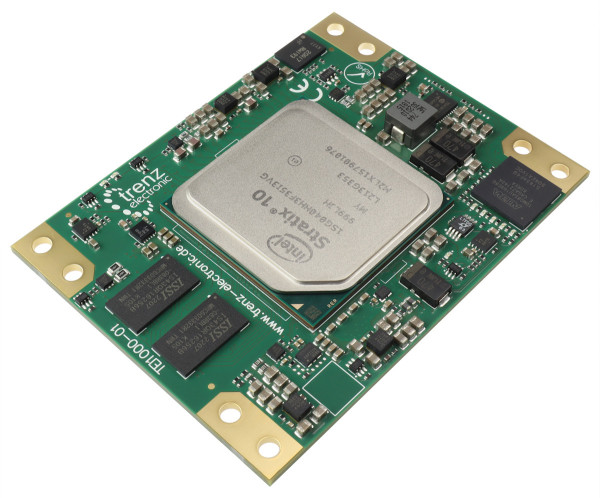
Altera Stratix 10 SX FPGA SoC SOM (6 × 8 cm)
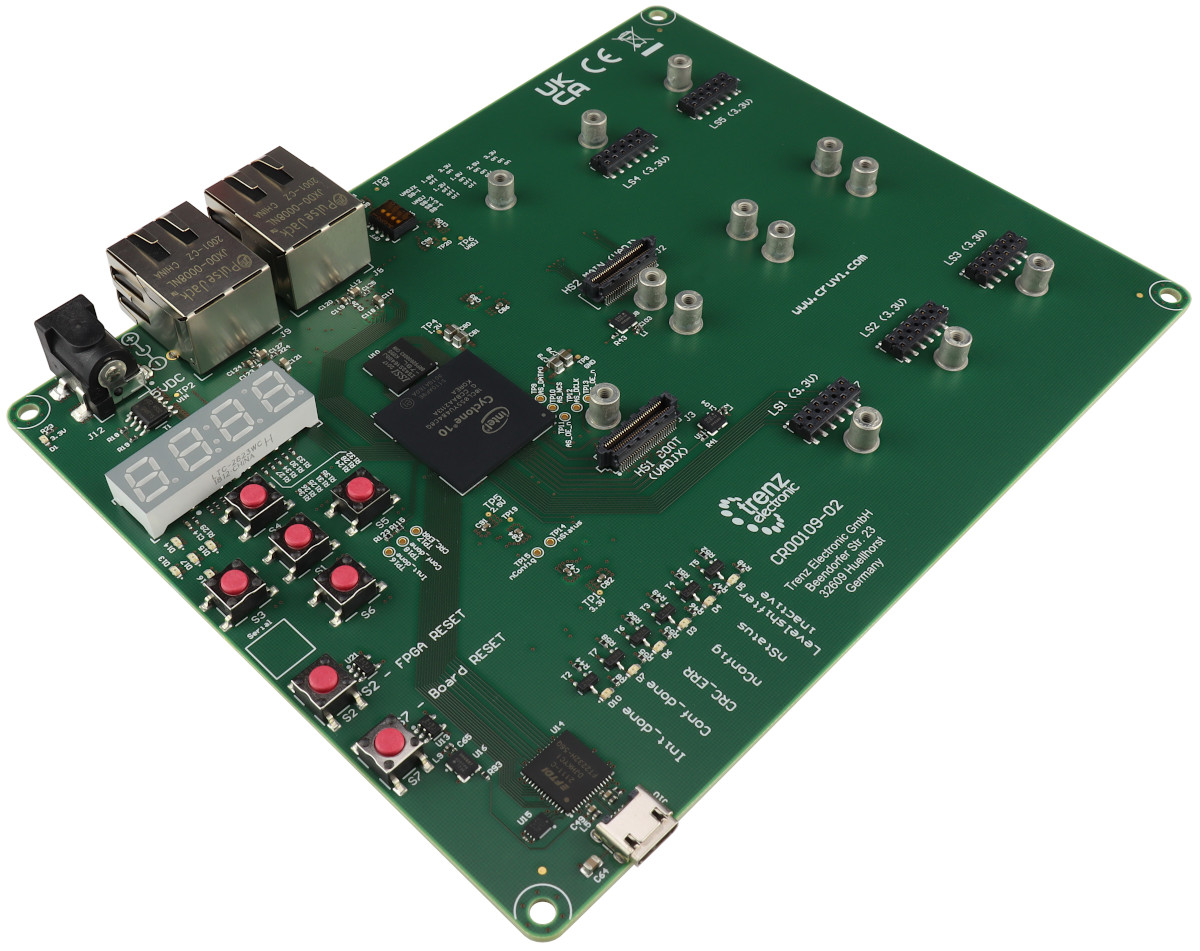
Altera Cyclone 10 LP FPGA
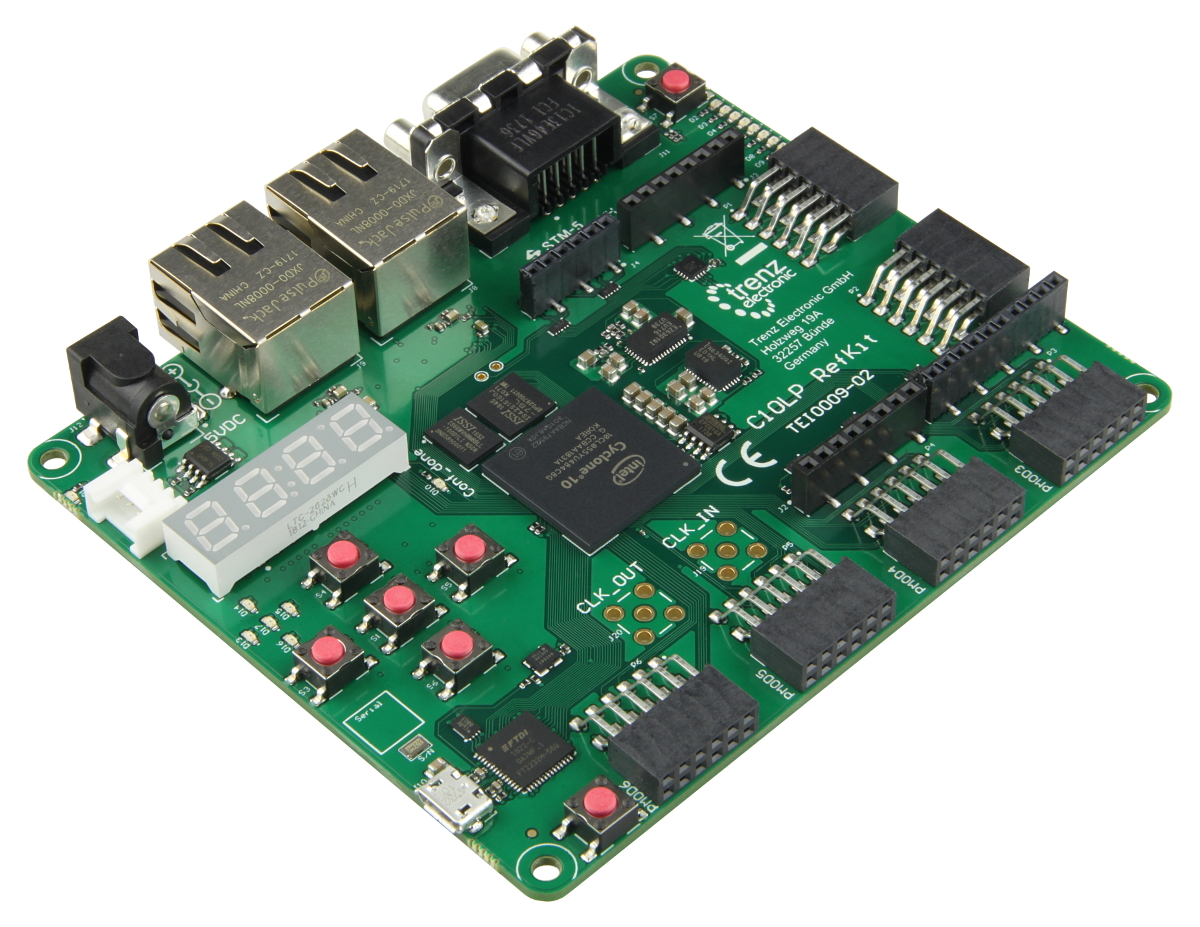
Altera Cyclone 10 LP FPGA Referenz Board

FPGA für Evaluation und Endprodukte
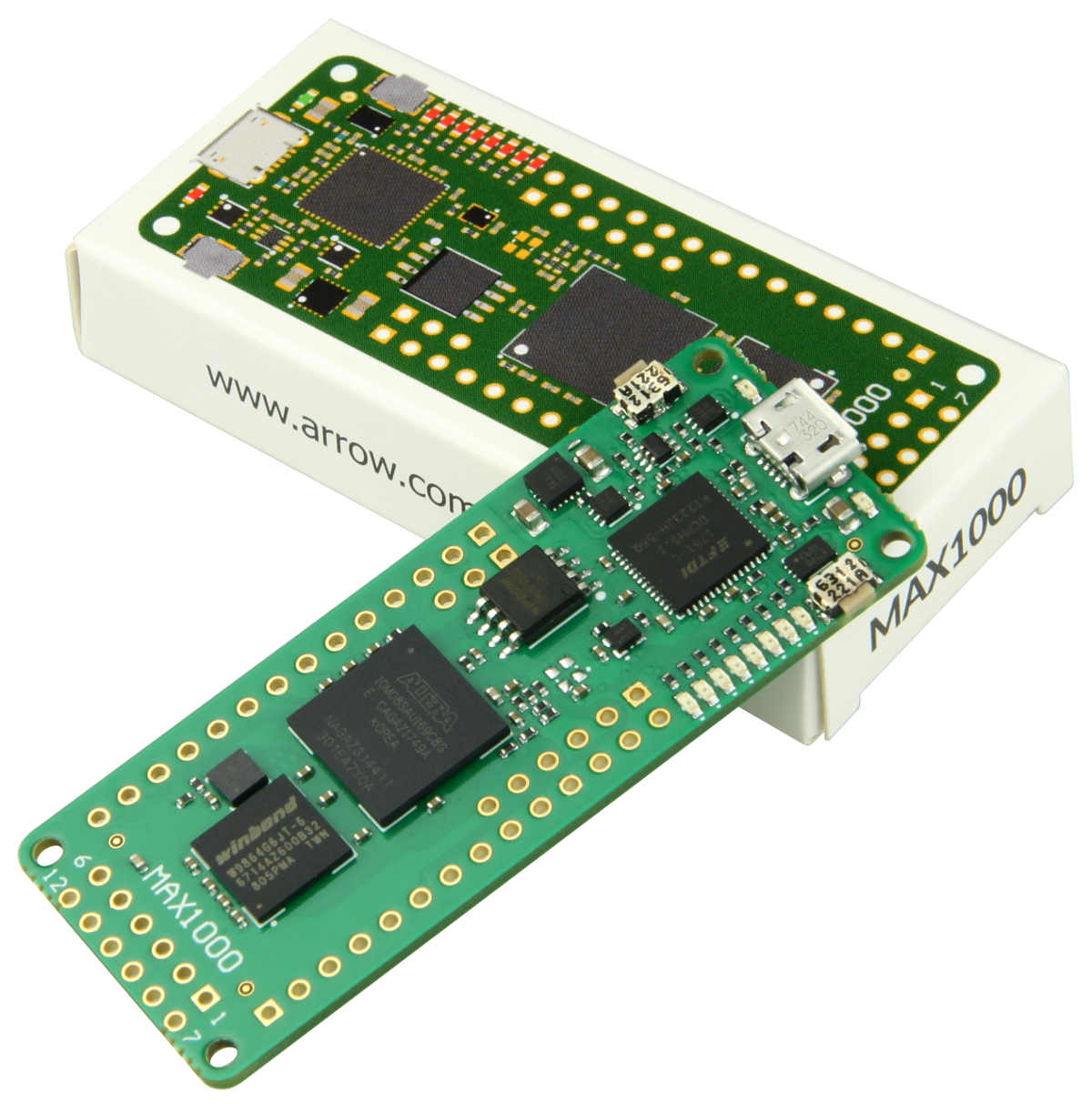
Arrow MAX1000 IoT Maker Board mit MAX 10
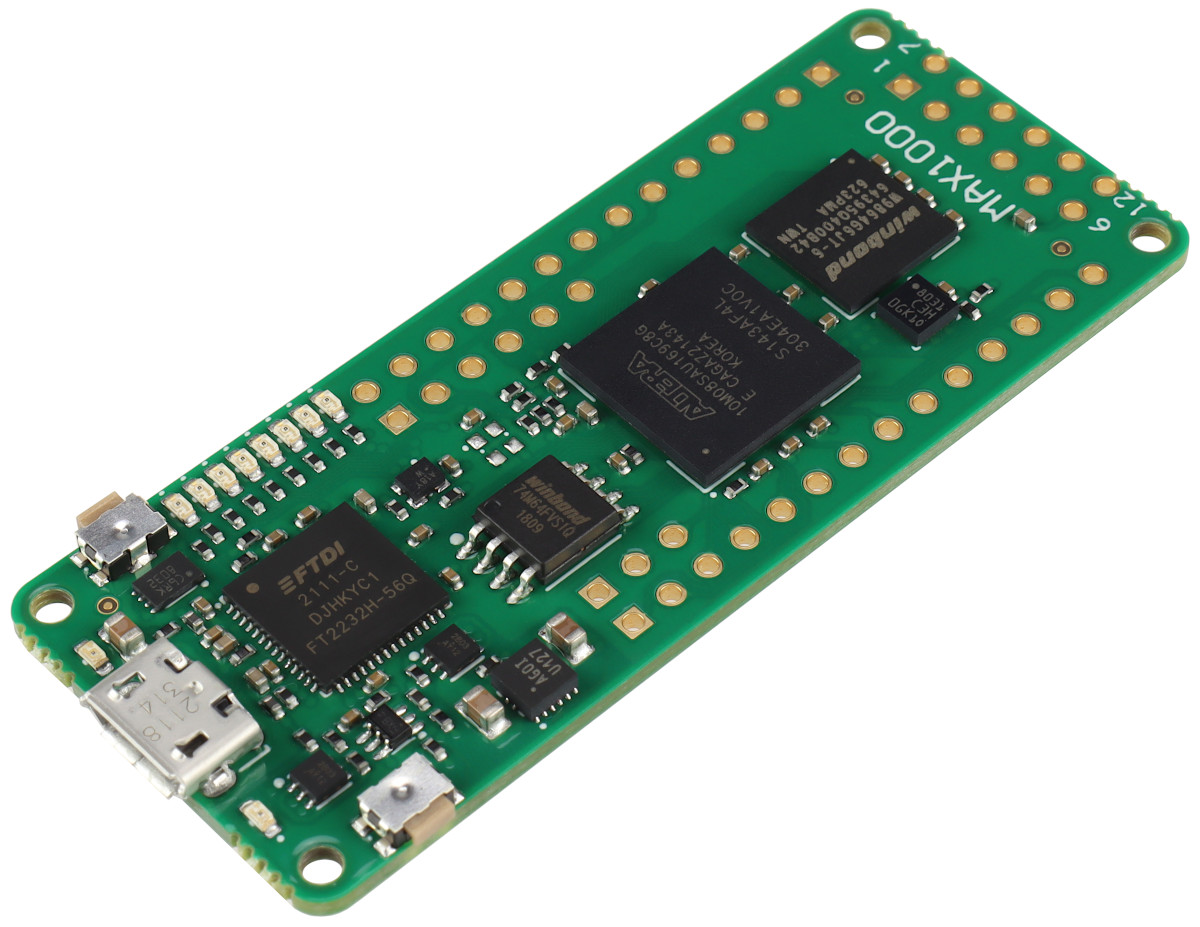
Arrow MAX1000 IoT Maker Board mit MAX 10
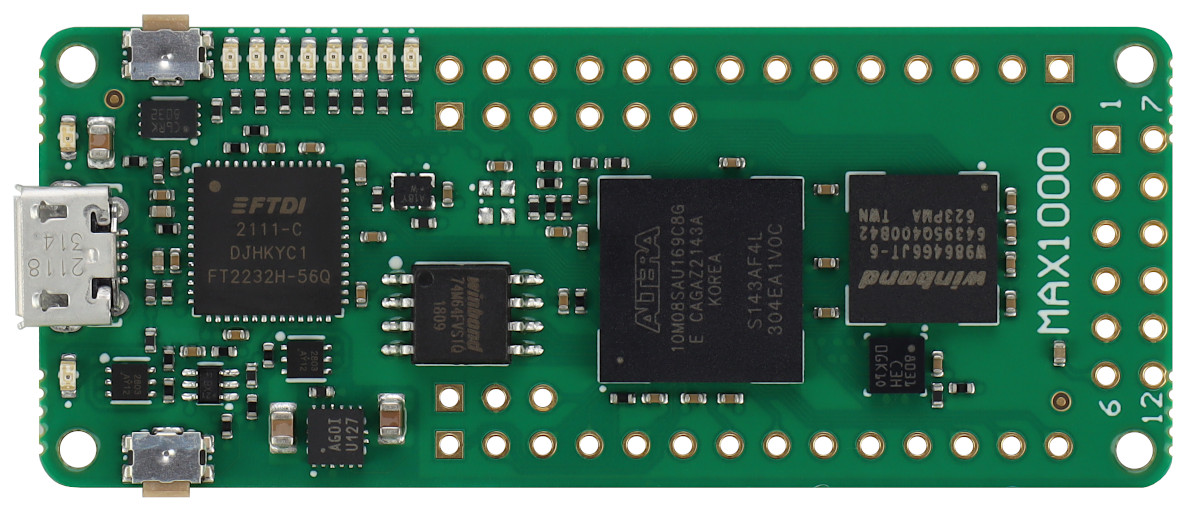
Arrow MAX1000 IoT Maker Board mit MAX 10
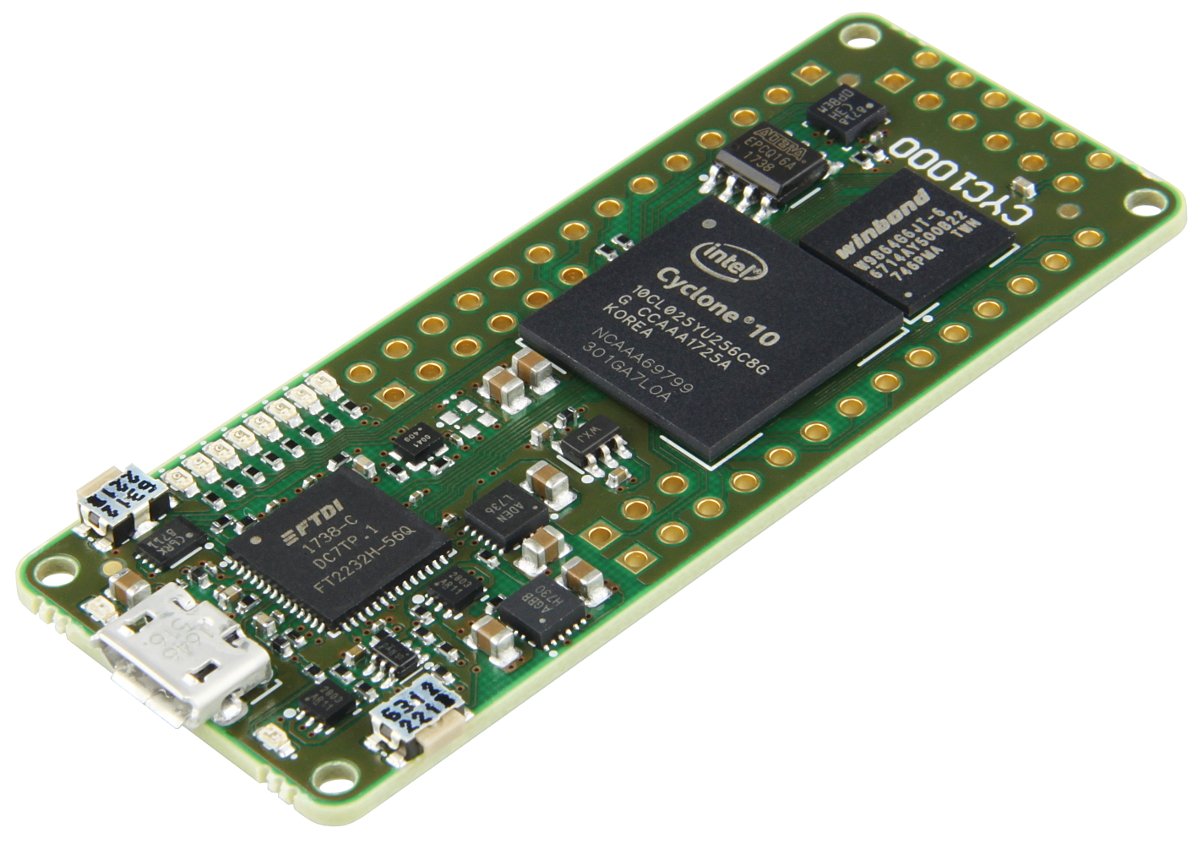
Arrow CYC1000 Maker Board mit Cyclone 10 LP
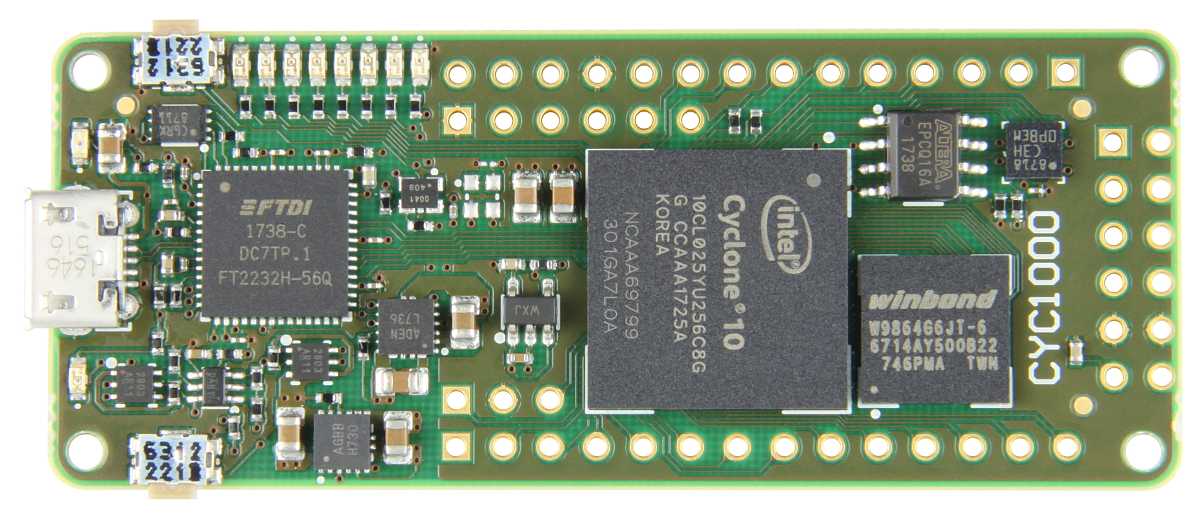
Arrow CYC1000 Maker Board mit Cyclone 10 LP
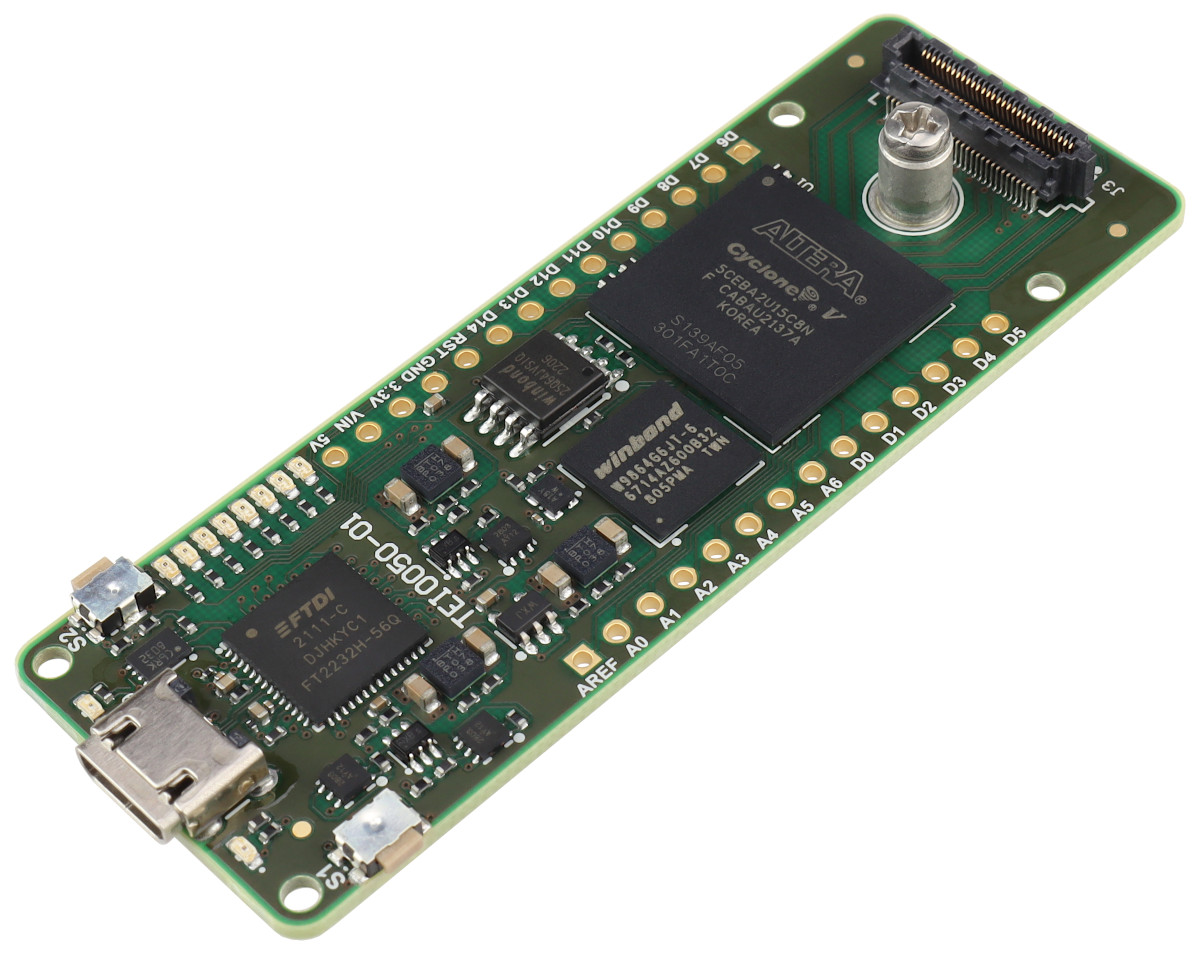
Arrow CYC5000 Maker Board mit Cyclone V
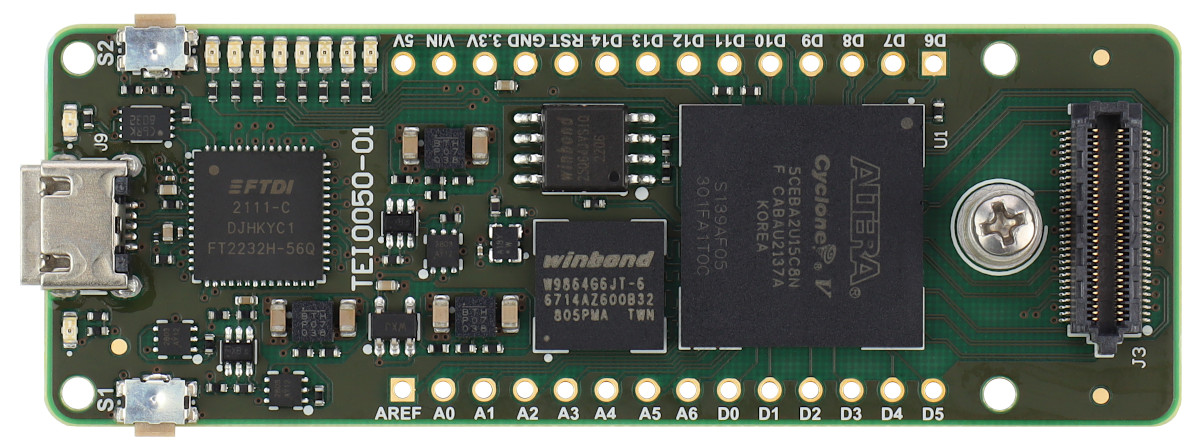
Arrow CYC5000 Maker Board mit Cyclone V